# Fumio Asaki
Fumio Asaki fou un jutge o àrbitre japonès especialitat en les proves del salt amb esquís. Destaca per ser el primer jutge a realitzar el Jurament Olímpic durant la realització de la Cerimònia d'Obertura dels Jocs Olímpics d'Hivern de 1972 celebrats a Sapporo (Japó).